# Ekspedycja Terra Nova

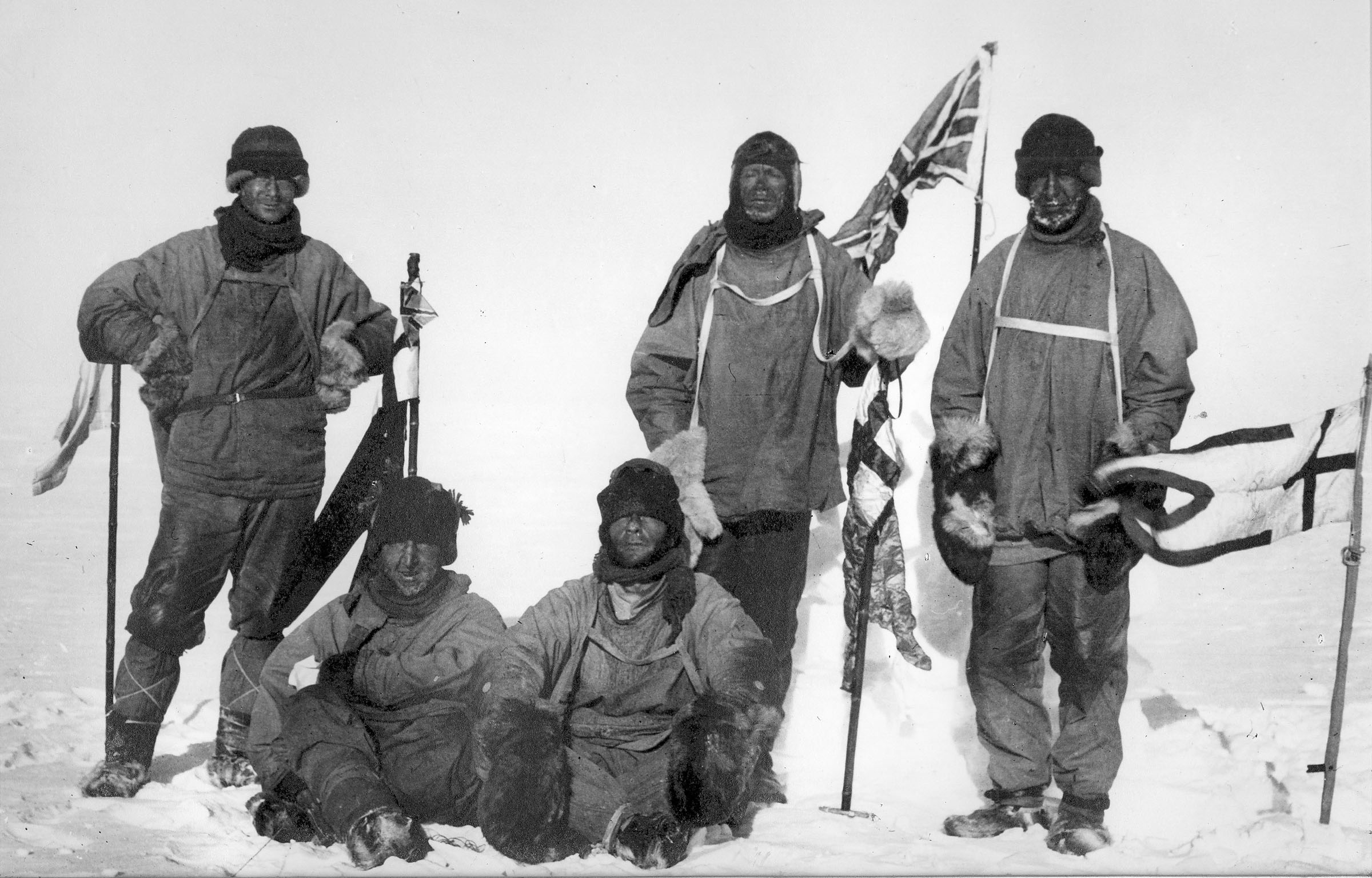
Członkowie wyprawy, którzy dotarli na biegun południowy

Ekspedycja Terra Nova (1910–1913), oficjalnie: Brytyjska Ekspedycja Antarktyczna 1910 (ang. British Antarctic Expedition 1910) – ekspedycja mająca na celu dotarcie do bieguna południowego oraz prowadzenie badań naukowych. Na czele wyprawy stał Robert Falcon Scott.
Powszechna nazwa tej ekspedycji pochodzi od żaglowca Terra Nova, którym podróżnicy dopłynęli do Antarktydy. Pięciu spośród członków ekspedycji dotarło na biegun 17 stycznia 1912 roku, 33 dni po Amundsenie i jego towarzyszach. W drodze powrotnej wszyscy członkowie tej grupy, w tym dowódca ekspedycji Scott, zginęli. Ciała trzech z nich zostały odnalezione 12 listopada 1912. Zachowały się listy zmarłych oraz ich notatki, w tym dziennik Scotta. Porażka członków ekspedycji w wyścigu na biegun oraz śmierć pięciu z nich, a także problemy jakie miały pozostałe grupy ekspedycji wynikały z błędów w planowaniu i przygotowaniu wyprawy, ale także były efektem skrajnie niekorzystnych warunków atmosferycznych jakie panowały w tamtym okresie na Antarktydzie.